# جاي جيرالد فيلان

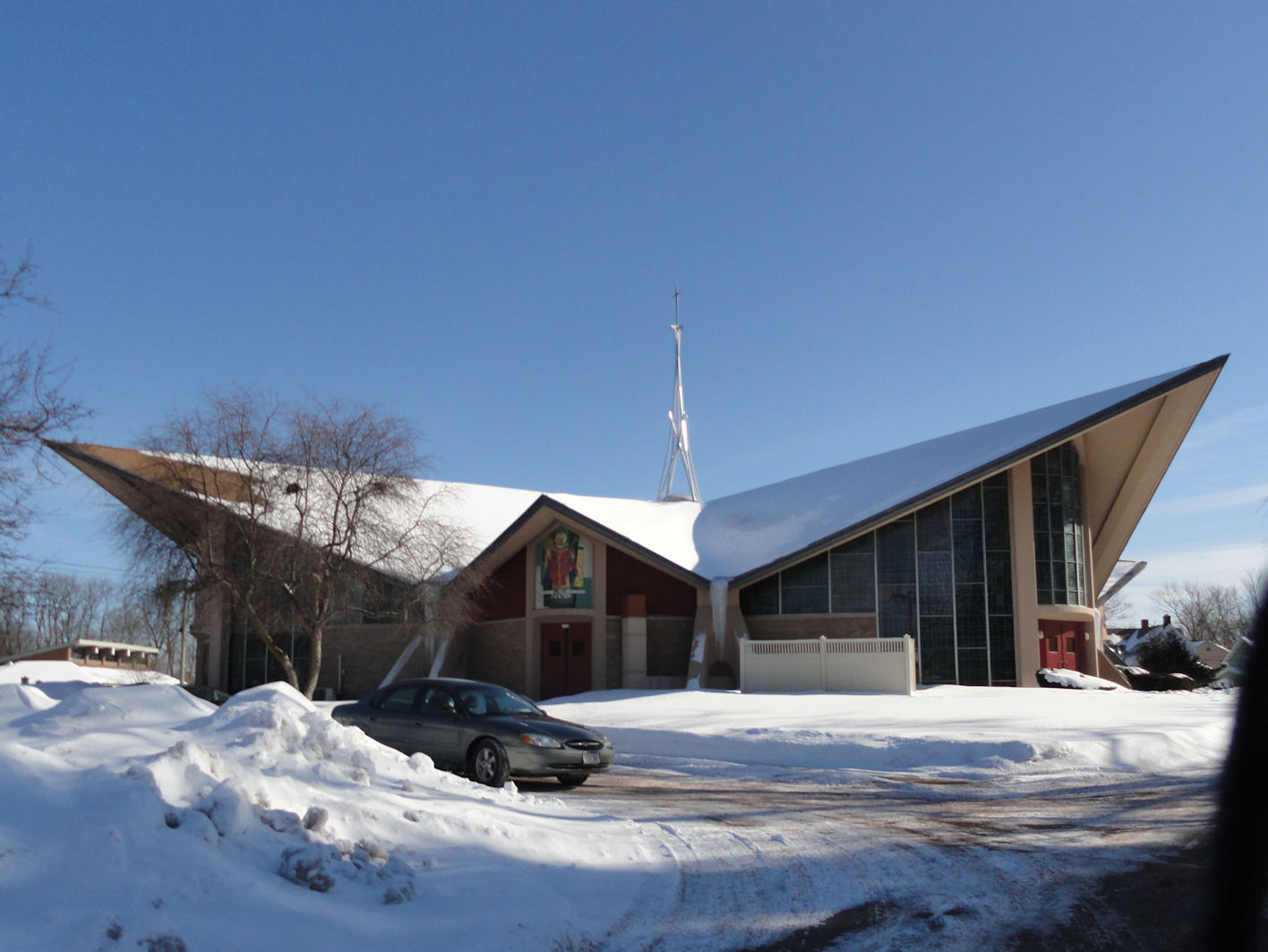
كنيسة سانت ماري، إيست هارتفورد، من تصميمه.

جاي جيرالد فيلان (بالإنجليزية: J. Gerald Phelan)‏ هو مهندس معماري أمريكي، ولد في 29 يناير 1893 في بريدجبورت في الولايات المتحدة، وتوفي بنفس المكان في 23 مارس 1981.